# J.C. Leyendecker
Joseph Christian Leyendecker, född 23 mars 1874, död 25 juli 1951, var en tysk-amerikansk illustratör. Han anses vara en av de framstående amerikanska illustratörerna under det tidiga 1900-talet. Han är mest känd för sina affisch-, bok- och reklamillustrationer och hans många omslag till The Saturday Evening Post. Mellan 1896 och 1950 målade Leyendecker mer än 400 tidningsomslag. Leyendecker utmärkte sig i att skildra manliga homosociala utrymmen (omklädningsrum, klubbhus, skräddeributiker) och stiliga unga män. Leyendecker bodde med en annan man, Charles Beach, under stora delar av sitt vuxna liv. 
Under den amerikanska illustrationens guldålder producerade han bara för The Saturday Evening Post 322 omslag, och många reklamillustrationer för dess interiörsidor. Ingen annan artist, förrän Norman Rockwells, två decennier senare, var så fast identifierad med en publikation. 

## Galleri

Myths and Legends of the Celtic Race 1911.
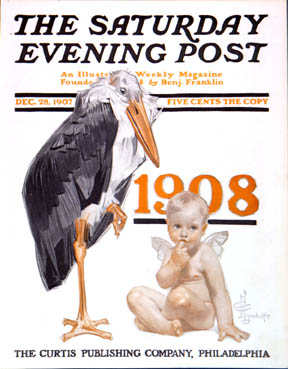
The Saturday Evening Post december 1907.
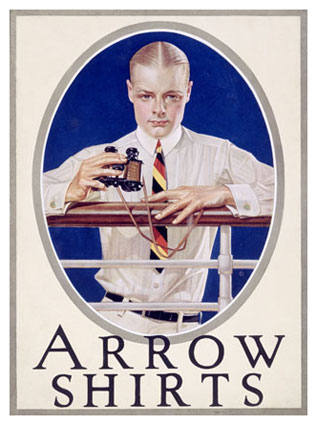
Arrow Shirt, annons från ca 1920
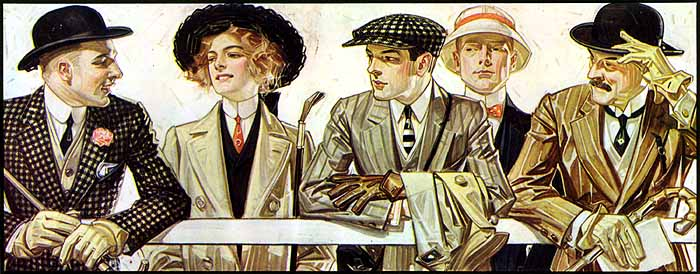
Illustration från 1907.
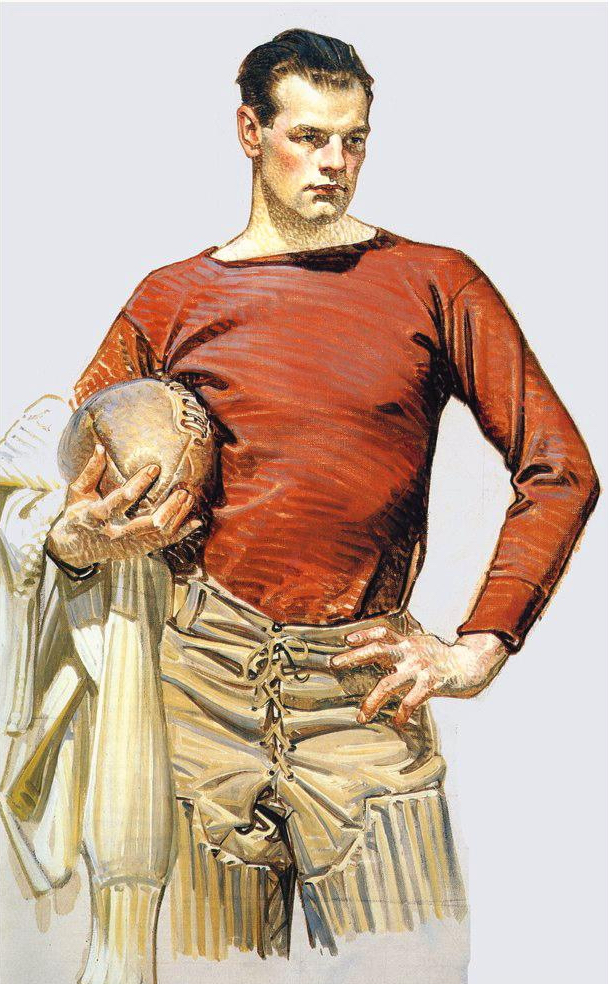
Teckning från 1913.
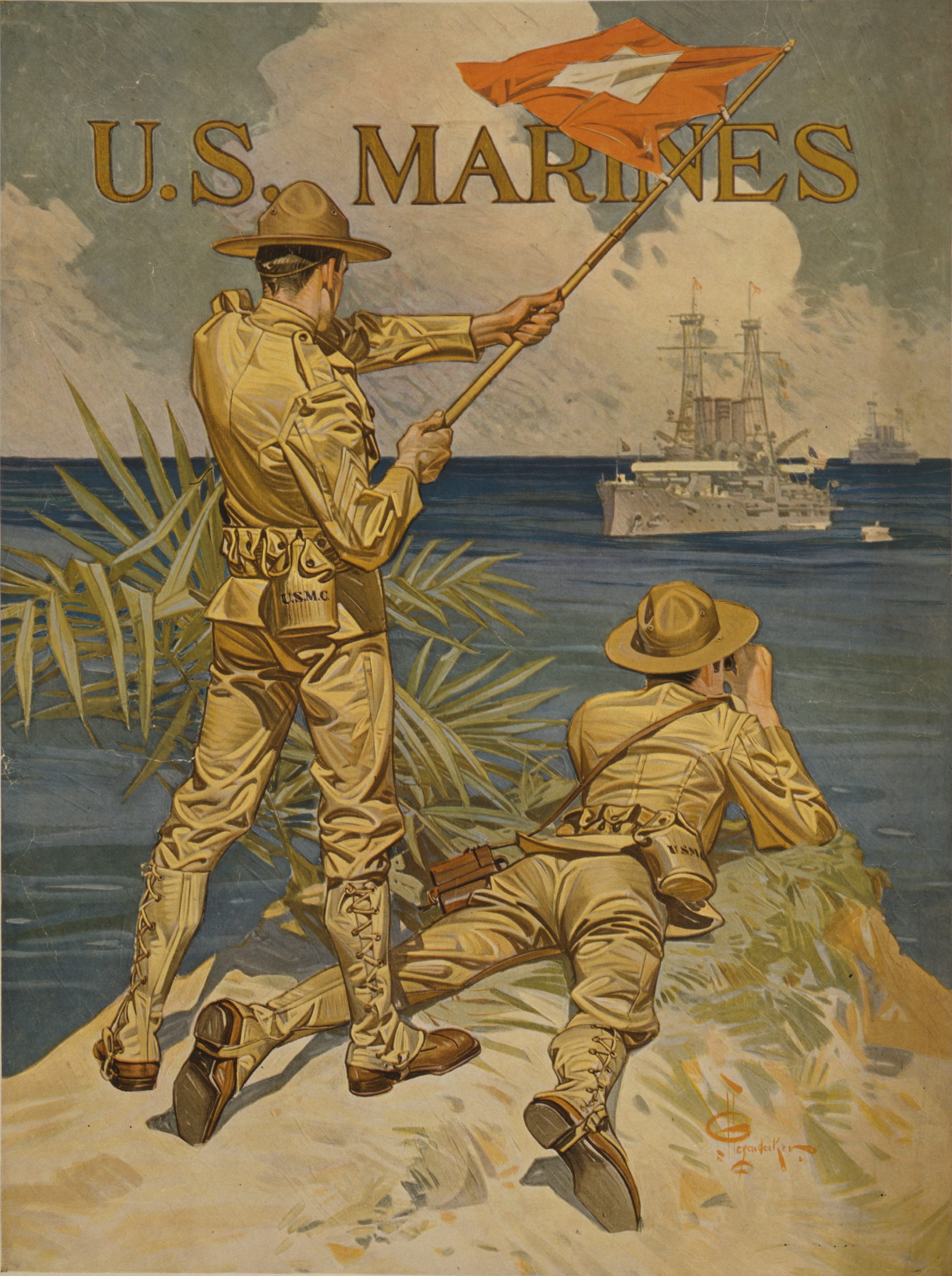
U.S. Marines 1917.